# Honor 7
Honor 7 — смартфон фирмы Honor. Это преемник Honor 6, флагманского устройства бренда Honor на 2014 год.

### Аппаратное обеспечение
Honor 7 имеет цельнометаллический корпус, 5,2-дюймовый сенсорный экран, 20-мегапиксельную заднюю камеру (Sony IMX230) и 8-мегапиксельную фронтальную камеру. Оперативной памятью 3GB и 16/64GB встроенной памяти в зависимости от модели. Доступны три цвета: золото, серый и серебристый; золото является эксклюзивным для китайского рынка. Золотая версия также оснащена возможностью NFC и 64 ГБ встроенной памяти. Международная версия доступна только в сером и серебристом корпусе с внутренней емкостью 16 ГБ, без функции NFC. А версия для индийского рынка это единственная версия телефона с одной sim-картой, во всех остальных версиях есть возможность установки второй sim-карты. Так же при желании можно расширить встроенную память телефона установкой micro-sd карты размером до 128 ГБ. В телефоне есть сканер отпечатков пальцев, который можно использовать не только для разблокировки телефона. Например, при разблокированном телефоне можно нажать на сканер, что будет равносильно нажатию кнопки назад, или провести пальцем сверху в низ для вызова шторки уведомлений/настроек. Это первый пример использования сканера, как дополнительного манипулятора управления телефона. Еще одной особенностью телефона является «Smart», дополнительная аппаратная кнопка, которой может быть назначено выполнение определенной задачи при ее нажатии.

### Программное обеспечение
Honor 7 вышел на рынок с Android 5.0 Lollipop с Emotion UI 3.0. Со временем получил обновление до Andoid 6.0 Marshmallow и Emotion UI 4.0. Приложение камера имеет несколько новых режимов: «Хорошая еда», которая улучшает изображения продуктов питания и «Украшение», который производит программную обработку лица убирая дефекты кожи. Считыватель отпечатков пальцев, как утверждается, разблокирует телефон за 0,5 секунды, а также включает дополнительные программные функции, которые облегчают использование устройства. На «Smart» кнопу можно назначать определенные действия в зависимости от варианта нажатия: одинарное, быстрое двойное или долгое нажатие.

## Презентация
Первый анонс телефона состоялся в Китае в июле 2015 года. За тем в Великобритании в августе 2015 года и в Индии в октябре 2015 года.